# Coupe de Belgique de cyclisme sur route
La Coupe de Belgique de cyclisme sur route (Bingoal Cycling Cup de 2019 à 2021, Exterioo Cycling Cup en 2022 et Lotto Cycling Cup depuis) est un classement créé en 2016 qui prend en compte les résultats d'une dizaine de courses d'un jour belges tout au long de la saison. Les épreuves choisies font obligatoirement parties de l'UCI Europe Tour et le classement est ouvert à tous les coureurs, sans limite de nationalité, membres de WorldTeam, d'équipe continentale professionnelle et d'équipe continentale.

## Attribution des points
Sur chaque course, les 15 premiers coureurs marquent des points et le coureur marquant le plus de points au total est considéré comme le vainqueur de la Coupe de Belgique. Lors de certaines éditions, des classements distincts sont calculés pour le meilleur jeune et la meilleure équipe.
Sur chaque épreuve, les points sont attribués avec le barème suivant :
| Position | 1  | 2  | 3  | 4  | 5  | 6  | 7 | 8 | 9 | 10 | 11 | 12 | 13 | 14 | 15 |
| Points   | 16 | 14 | 13 | 12 | 11 | 10 | 9 | 8 | 7 | 6  | 5  | 4  | 3  | 2  | 1  |

## Palmarès
| Année                      | Vainqueur               | Deuxième                | Troisième                | Meilleure équipe        | Meilleur jeune          |
| -------------------------- | ----------------------- | ----------------------- | ------------------------ | ----------------------- | ----------------------- |
| Napoleon Games Cycling Cup |                         |                         |                          |                         |                         |
| 2016                       | Timothy Dupont          | Dylan Groenewegen       | Dries De Bondt           | Lotto-Soudal            | Fernando Gaviria        |
| 2017                       | Jasper De Buyst         | Kenny Dehaes            | Guillaume Van Keirsbulck | Lotto NL-Jumbo          |                         |
| 2018                       | Timothy Dupont          | Sean De Bie             | Jasper Stuyven           |                         |                         |
| Bingoal Cycling Cup        |                         |                         |                          |                         |                         |
| 2019                       | Baptiste Planckaert     | Niki Terpstra           | Michael Van Staeyen      |                         |                         |
| 2020                       | Pas de classement final | Pas de classement final | Pas de classement final  | Pas de classement final | Pas de classement final |
| 2021                       | Tim Merlier             | Rasmus Tiller           | Danny van Poppel         |                         |                         |
| Exterioo Cycling Cup       |                         |                         |                          |                         |                         |
| 2022                       | Arnaud De Lie           | Gerben Thijssen         | Hugo Hofstetter          |                         |                         |
| Lotto Cycling Cup          |                         |                         |                          |                         |                         |
| 2023                       | Caleb Ewan              | Giacomo Nizzolo         | Gerben Thijssen          |                         |                         |
| 2024                       | Émilien Jeannière       | Laurenz Rex             | Alexander Kristoff       |                         |                         |